# Sủng Trà
Sủng Trà là một xã thuộc huyện Mèo Vạc, tỉnh Hà Giang, Việt Nam.

## Địa lý
Xã Sủng Trà có vị trí địa lý:
- Phía đông giáp xã Pả Vi và xã Tả Lủng
- Phía tây, bắc giáp huyện Đồng Văn
- Phía nam giáp xã Sủng Máng.

Xã Sủng Trà có diện tích 17,51 km², dân số năm 2019 là 4.292 người, mật độ dân số đạt 245 người/km².
Trên địa phận xã Sủng Trà có tuyến Mèo Vạc của tuyến Quốc lộ 4C và đường nối tuyến Mèo Vạc và với Đồng Văn của Quốc lộ này.

## Hành chính
Xã Sủng Trà được chia thành 9 thôn: Sủng Trà, Sủng Pờ A, Sủng Pờ B, Sủng Cáng, Há Pống Cấy, Lò Lử Phìn, Sàng Sò, Há Chế, Tả Chà Lảng.

## Lịch sử
Ngày 5 tháng 7 năm 1961, Hội đồng Chính phủ ban hành Quyết định số 91-CP về việc thành lập xã Sủng Trà thuộc huyện Đồng Văn trên cơ sở một phần diện tích và dân số của xã Lũng Chim.
Ngày 15 tháng 12 năm 1962, Hội đồng Chính phủ ban hành Quyết định số 211-CP về việc thành lập huyện Mèo Vạc trên cơ sở tách xã Sủng Trà thuộc huyện Đồng Văn.
Ngày 20 tháng 8 năm 1999, Chính phủ ban hành Nghị định 74/1999/NĐ-CP về việc thành lập xã Tả Lủng trên cơ sở 1.955 ha diện tích tự nhiên và 2.013 nhân khẩu trên cơ sở phần còn lại xã Mèo Vạc và một phần của hai thôn Lùng Vái, Phố Mỳ thuộc xã Sủng Trà.
Sau khi điều chỉnh địa giới hành chính, xã Sủng Trà có 2.488 ha diện tích tự nhiên và 2.853 nhân khẩu.